# Idiolekt
Idiolekt (gr. ἴδιος, idios – „własny, swoisty” + λέξις, leksis – „mowa”), język osobniczy – odmiana mowy właściwa dla danego użytkownika języka w danym okresie jego rozwoju, tzw. indywidualny dialekt. Różnice idiolektalne dotyczą w mniejszym stopniu gramatyki, w większym cech leksykalnych i fonetycznych. Na idiolekt mogą się składać zarówno środki znane biernie, jak i używane aktywnie.
Język osobniczy odzwierciedla wpływy wywarte przez otoczenie w procesie przyswajania języka. Nie jest jednak tworem trwałym, gdyż podlega modyfikacjom w życiu jednostki. Kształtuje się u każdego użytkownika języka, pod wpływem jego przynależności do grupy społecznej, tradycji rodzinnych, wykształcenia, osobistego gustu stylistycznego. Idiolekt może być nieświadomy, ale bywa też efektem celowych zabiegów mówiącego, np. w celu zdystansowania się od otoczenia. Jest trudny do precyzyjnego zdefiniowania, gdyż cechuje się zmiennością i w praktyce nie musi być konsekwentnie odtwarzalny. Nie istnieje zresztą żaden uniwersalny zbiór cech indywidualnych, przy użyciu których można zawsze stwierdzić autorstwo tekstu. 
Idiolekt odgrywa ważną rolę w dialektologii, która często uznaje idiolekty poszczególnych użytkowników za punkt wyjścia do opisu jakiejś gwary. Język bywa wręcz pojmowany jako zespół idiolektów, nie zaś jako właściwy byt. Szczególnie znaczenie idiolektowi jako przedmiotowi badań przypisywali młodogramatycy. Od analizy własnego idiolektu rozpoczynają badania ojczystego języka zwolennicy gramatyki generatywnej. Badania naukowe dotyczą też idiolektów postaci literackich w aspekcie tłumaczenia na inne języki. Ponadto analiza idiolektów jest centralną metodą językoznawstwa kryminalistycznego. Czasami badania właściwości językowych tekstów pozwalają ograniczyć krąg podejrzanych, umożliwiając np. określenie autorstwa listów z pogróżkami.
Mowę właściwą dla danej rodziny określa się mianem familiolektu.